# CFLAGS
CFLAGS e CXXFLAGS sono i nomi di variabili definite nei makefile o come variabili d'ambiente e destinate a contenere i parametri (flags) che regolano il comportamento di un compilatore C o C++ nel processo di produzione di un programma software. Tali parametri servono ad adattare il programma alle esigenze specifiche di un determinato sistema, oppure a ottimizzarlo per renderne più efficiente il funzionamento. Similmente, è possibile impostare la variabile CPPFLAGS contenente i parametri per il preprocessore.

## Per l'ottimizzazione
Nel caso in cui tali variabili vengano utilizzate per definire impostazioni di ottimizzazione, il loro obiettivo è rendere più efficienti i programmi prodotti. 
Nel seguito presentiamo alcune impostazioni valide per il compilatore gcc, default sui sistemi Linux.
Quando si tratta di una variabile d'ambiente, essa viene utilizzata di default per generare tutti i programmi. Pertanto non è consigliato mettere impostazioni sperimentali in questa variabile; le ottimizzazioni troppo spinte possono causare comportamenti inaspettati dei programmi risultanti (crash, o peggio ancora, malfunzionamento). Nel caso invece di una variabile definita nel makefile, è possibile invece adattare il suo contenuto alle esigenze specifiche del software a cui il makefile stesso si riferisce.
Le possibili opzioni di ottimizzazione sono molto numerose, non vengono elencate tutte. Data la complessità dei linguaggi moderni, non è possibile prevedere gli effetti di tutte le possibili combinazioni di algoritmi, funzioni di sistema, ottimizzazioni e casi d'uso (dati in ingresso, loro temporizzazione, ...). La documentazione completa comunque si può trovare sul Manuale Online GNU. Sui sistemi Linux, dove è installata la documentazione in formato Texinfo e il relativo lettore, è disponibile la pagina di documentazione su gcc (info gcc).

## Il parametro march
L'opzione -march specifica quale assembler deve essere utilizzato durante la compilazione a seconda dell'architettura su cui si intende eseguire il programma. È possibile specificarne solo una. Ad esempio:
- per Athlon-Xp: -march=athlon-xp
- per AMD64: -march=k8
- per Athlon: -march=athlon
- per EM64T: -march=nocona
- per Pentium 4: -march=pentium4

Per altre opzioni -march leggere (EN)  GNU page.

## Il parametro O
Una seconda impostazione è il parametro -O (o maiuscola, non zero), che specifica la classe di ottimizzazione di gcc. Possibili classi sono s (per ottimizzazioni di formato), O (per nessuna ottimizzazione), 1, 2 o 3 per più ottimizzazioni di velocità (ogni classe ha le stesse flag di quella precedente, più alcuni extra).
Le ottimizzazioni maggiori di 3 sono consentite ma sconsigliate perché potrebbero compromettere la stabilità del programma.

### -O0
-O0 indica al compilatore di non effettuare alcuna ottimizzazione (opzione predefinita).

### -O1
Con -O1 sono attivate le seguenti opzioni di compilazione:
- -fdefer-pop
- -fmerge-constants
- -fthread-jumps
- -floop-optimize
- -fif-conversion
- -fif-conversion2
- -fdelayed-branch
- -fguess-branch-probability
- -fcprop-registers

### -O2
Indicando -O2 vengono abilitate queste altre opzioni di compilazione (oltre a quelle di -O1):
- -fforce-mem
- -foptimize-sibling-calls
- -fstrength-reduce
- -fcse-follow-jumps
- -fcse-skip-blocks
- -frerun-cse-after-loop
- -frerun-loop-opt
- -fgcse
- -fgcse-lm
- -fgcse-sm
- -fgcse-las
- -fdelete-null-pointer-checks
- -fexpensive-optimizations
- -fregmove
- -fschedule-insns
- -fschedule-insns2
- -fsched-interblock
- -fsched-spec
- -fcaller-saves
- -fpeephole2
- -freorder-blocks
- -freorder-functions
- -fstrict-aliasing
- -funit-at-a-time
- -falign-functions
- -falign-jumps
- -falign-loops
- -falign-labels
- -fcrossjumping

### -O3
Specificare -O3 comporta l'attivazione di queste ulteriori ottimizzazioni (oltre a quelle di -O1 e -O2):
- -finline-functions
- -fweb
- -frename-registers

Secondo alcuni utenti, -O3 può produrre codice più lento. In particolare, -fweb e -frename-registers sono controproducenti su architetture x86.

### -Os
L'attivazione di -Os ottimizza il codice per ridurre le dimensioni finali dell'eseguibile e comprende le seguenti opzioni:
- -falign-functions
- -falign-jumps
- -falign-loops
- -falign-labels
- -freorder-blocks
- -fprefetch-loop-arrays

## Altre opzioni
Un'altra opzione di ottimizzazione molto usata è -pipe, che comporta l'utilizzo di pipe al posto di file temporanei, per la comunicazione tra i vari processi di compilazione.
Rende più veloce la compilazione, usando la memoria RAM al posto dell'Hard disk, richiedendo una quantità maggiore di memoria libera.
Ad esempio l'utilizzo di -fomit-frame-pointer, che esclude l'inizializzazione del puntatore al frame per le funzioni che possono farne a meno; può avere serie ripercussioni nel caso sia necessario effettuare il debug dell'applicazione.
Quando si definiscono CFLAGS e CXXFLAGS per generare codice sensibilmente ottimizzato, si attivano solitamente numerose opzioni di ottimizzazione, come nel seguente esempio:
-march=athlon-xp -m3dnow -msse -mfpmath=sse -mmmx -O3 -pipe -fforce-addr -fomit-frame-pointer -funroll-loops -frerun-cse-after-loop -frerun-loop-opt -falign-functions=4 -maccumulate-outgoing-args -ffast-math -fprefetch-loop-arrays